# Zephirblumen
Die Zephirblumen (Zephyranthes), auch Zephyrlilien oder Zephirlilien genannt, sind eine Pflanzengattung innerhalb der Familie der Amaryllisgewächse (Amaryllidaceae).

## Beschreibung

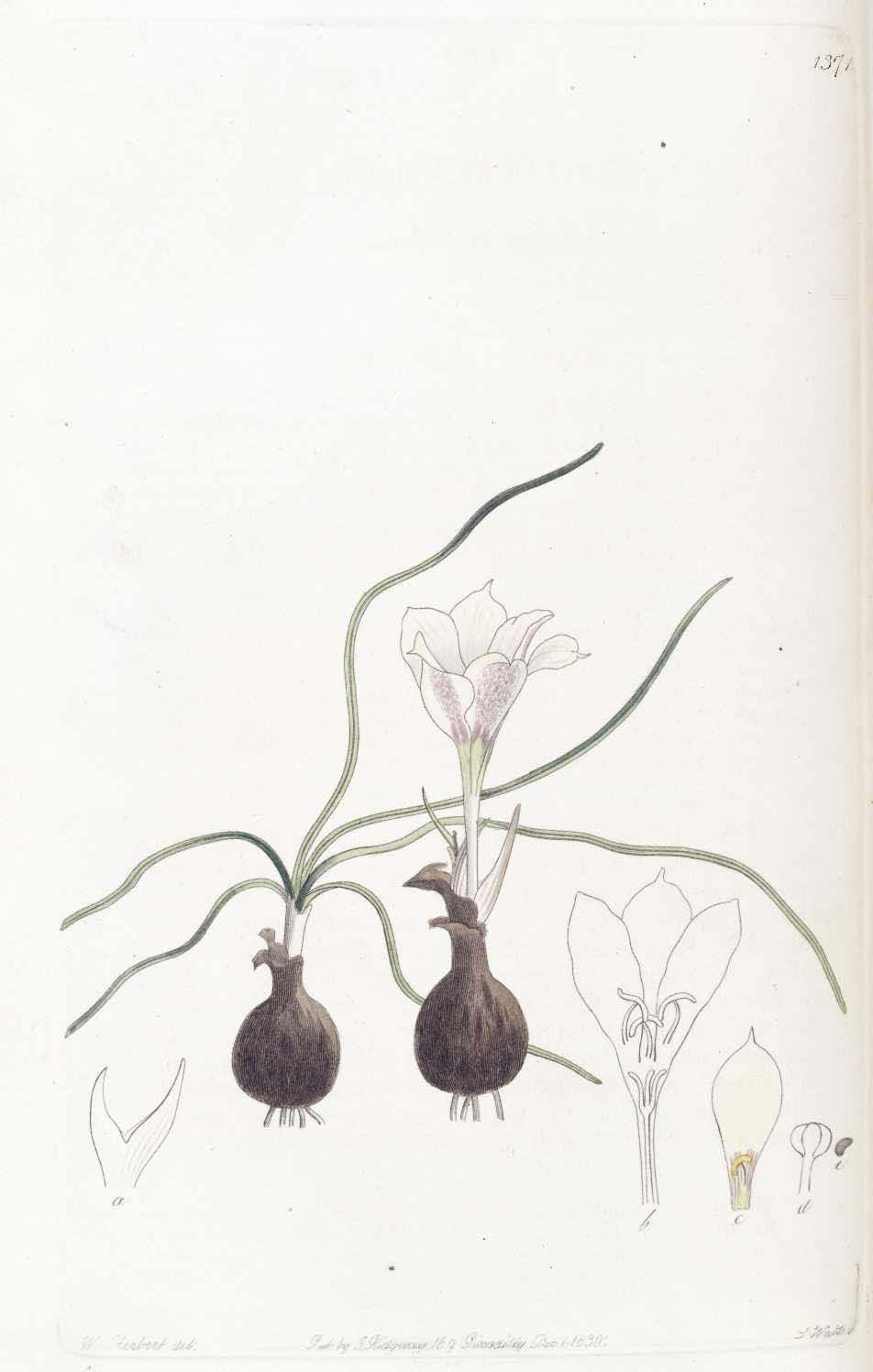
Illustration von Zephyranthes americana

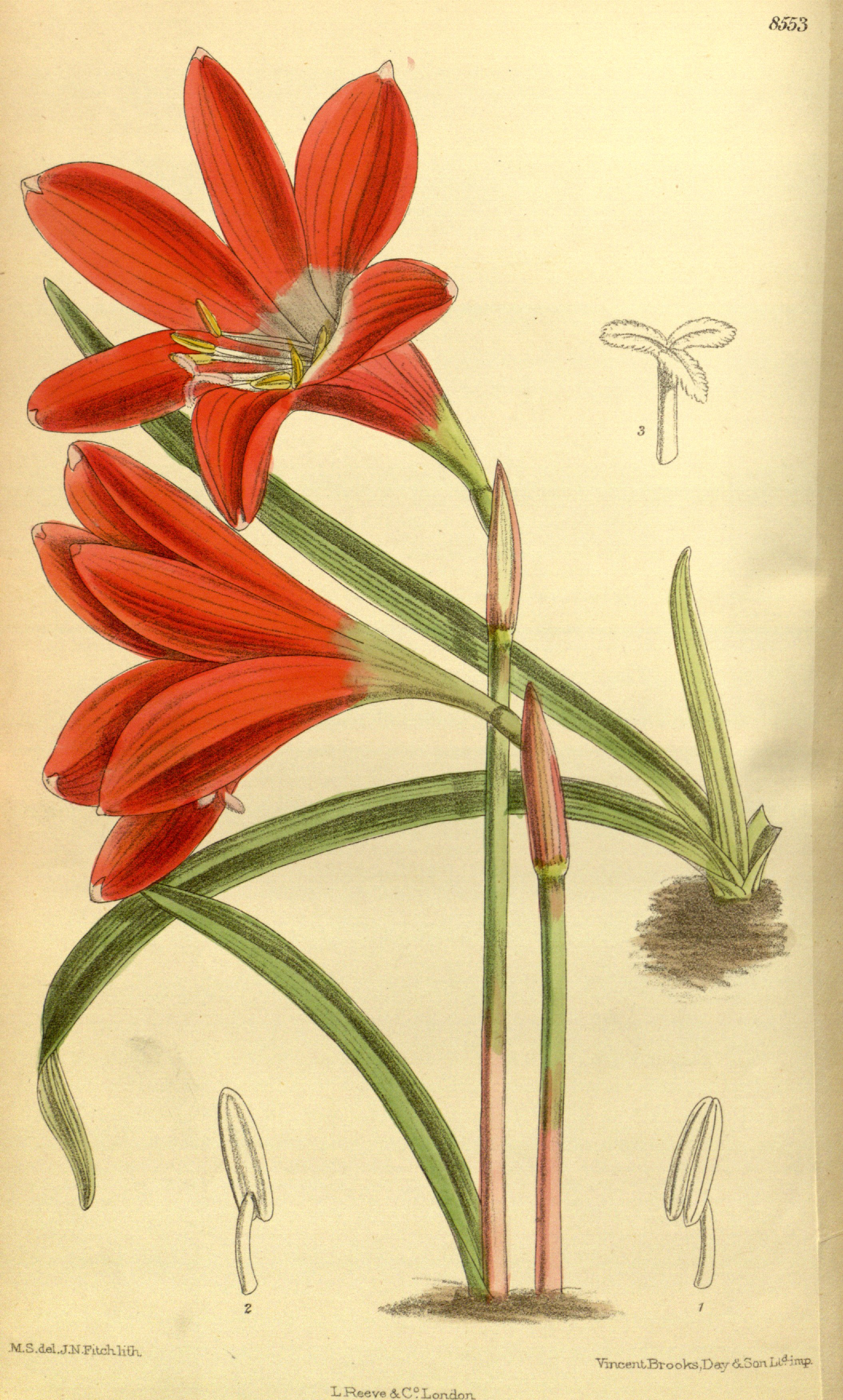
Illustration von Zephyranthes cardinalis

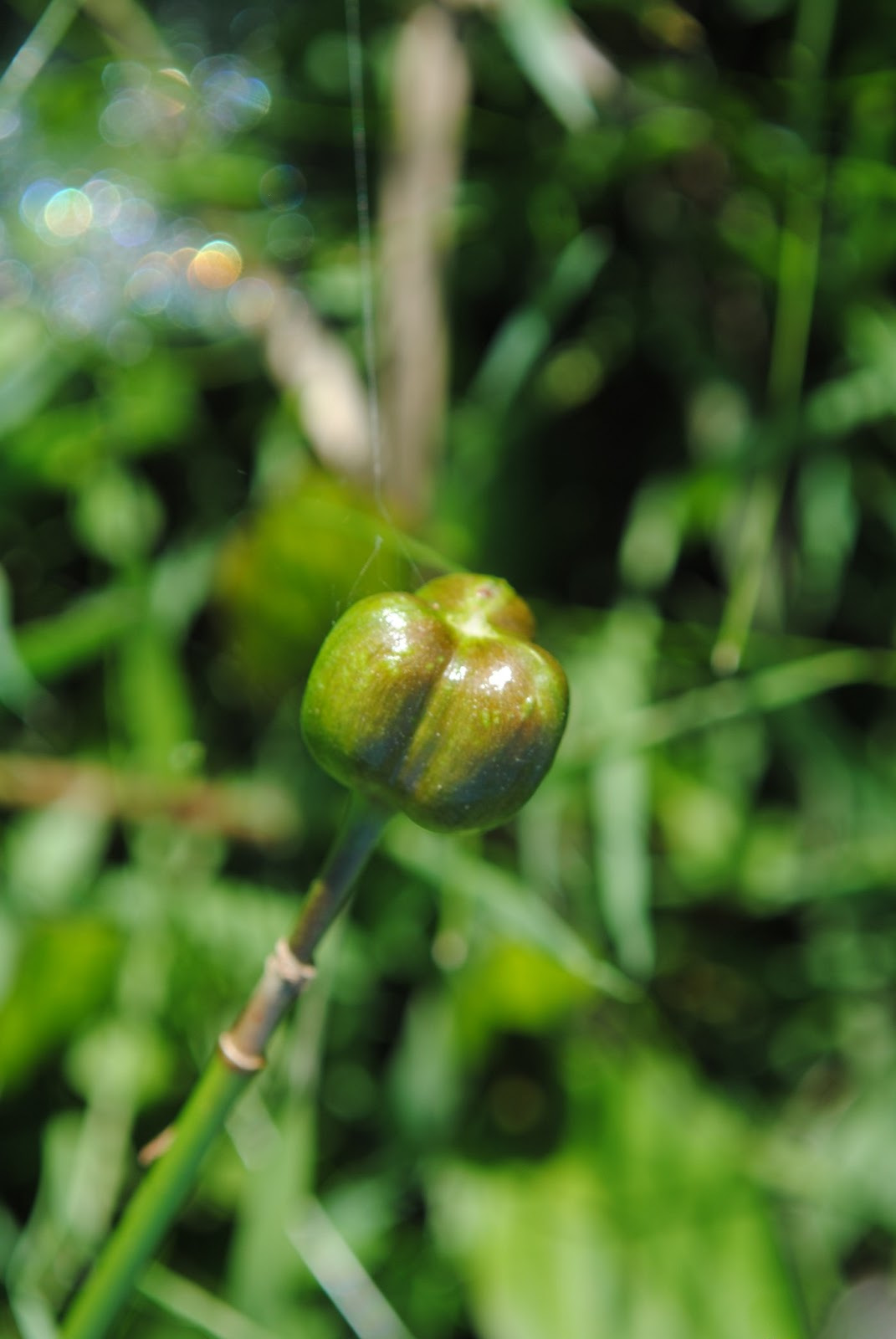
Unreife Kapselfrucht der Reinweißen Zephirblume (Zephyranthes candida)

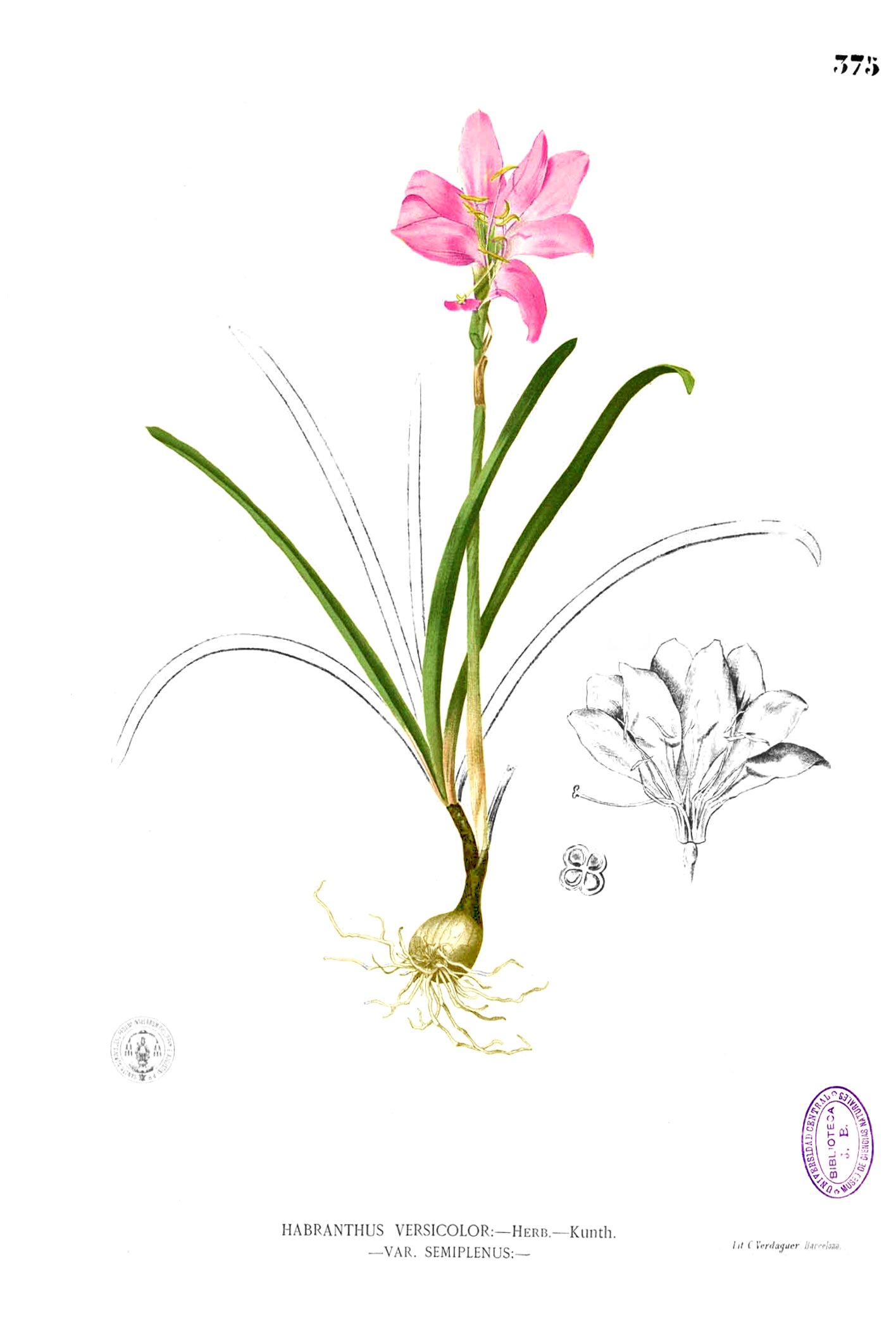
Illustration von Zephyranthes versicolor aus Francisco Manuel Blanco, Flora de Filipinas …, 1880–1883

### Erscheinungsbild und Blätter
Zephyranthes-Arten sind ausdauernde krautige Pflanzen. Diese Geophyten bilden ei- bis kugelförmige Zwiebeln mit schwarzer bis brauner Umhüllung („Tunika“) als Überdauerungsorgane aus. Die grundständigen, aufrechten oder herabgebogenen Laubblätter sind einfach, flach, lineal, ungestielt, glatt und etwa 1 Zentimeter breit. Die Blattbasen überlappen sich.

### Blütenstände und Blüten
Meist nur eine Blüte steht in einem Blütenstand mit einem einzigen, an seiner Basis röhrigen Hüllblatt zusammen an einem langen, hohlen Blütenstandsschaft. Die mehr oder weniger aufrechten, zwittrigen, fast radiärsymmetrischen, dreizähligen Blüten sind trompeten- bis urnenförmig und weisen einen Durchmesser von 2 bis 16 Zentimetern auf. Die sechs fast gleichgestalteten, nur an ihrer Basis verwachsenen Blütenhüllblätter (Tepalen) sind meistens weiß. Es ist ein Kreis mit drei kurzen und einer mit drei langen Staubblätter vorhanden; sie sind kurz mit den Blütenhüllblättern verwachsen. Drei Fruchtblätter sind zu einem unterständigen Fruchtknoten verwachsen, der viele Samenanlagen enthält. Der dünne Griffel endet in einer kopfigen oder dreilappigen bis -ästigen Narbe.

### Früchte und Samen
Es werden meist fast kugelige, dreikammerige, dünnwandige Kapselfrüchte gebildet, die viele schwarze Samen enthalten.

## Systematik und Verbreitung
Die Gattung Zephyranthes wurde 1821 durch William Herbert in An Appendix, S. 36 aufgestellt. Der Gattungsname Zephyranthes setzt sich zusammen aus dem Namen des griechischen Gottes des Westwindes Zephyr und dem griechischen Wort ἄνθος ánthos für „Blüte“ oder „Blume“. Synonyme für Zephyranthes Herb. nom. cons. sind: Haylockia Herb., Atamosco Adans., Atamasco Raf., Aidema Ravenna, Argyropsis M.Roem., Arviela Salisb., Cooperia Herb., Sceptranthes Graham, Mesochloa Raf., Plectronema Raf., Pogonema Raf., ×Cooperanthes Percy-Lanc.
Die Gattung Zephyranthes gehört zur Subtribus Zephyranthinea aus der Tribus Hippeastreae in der Unterfamilie Amaryllidoideae innerhalb der Familie der Amaryllidaceae. Manchmal wird der Trivialname Regenlilien für diese Gattung benutzt; das ist aber auch der Trivialname der nah verwandten Gattungen Habranthus Herb. und Cooperia Herb., man verwendet diesen Namen also für alle Gattungen des Subtribus Zephyranthinea. Die Gattung ist nach dem Westwind (Zephyr) benannt.
Zephyranthes-Arten sind in der Neuen Welt weitverbreitet. Ihr Verbreitungsgebiet reicht von den südöstlichen sowie südlich-zentralen USA (etwa 16 Arten) über Mexiko und Zentralamerika sowie Westindischen Inseln bis Südamerika. Einige Arten sind invasive Pflanzen in subtropischen und tropischen Ländern auch außerhalb der Neuen Welt.

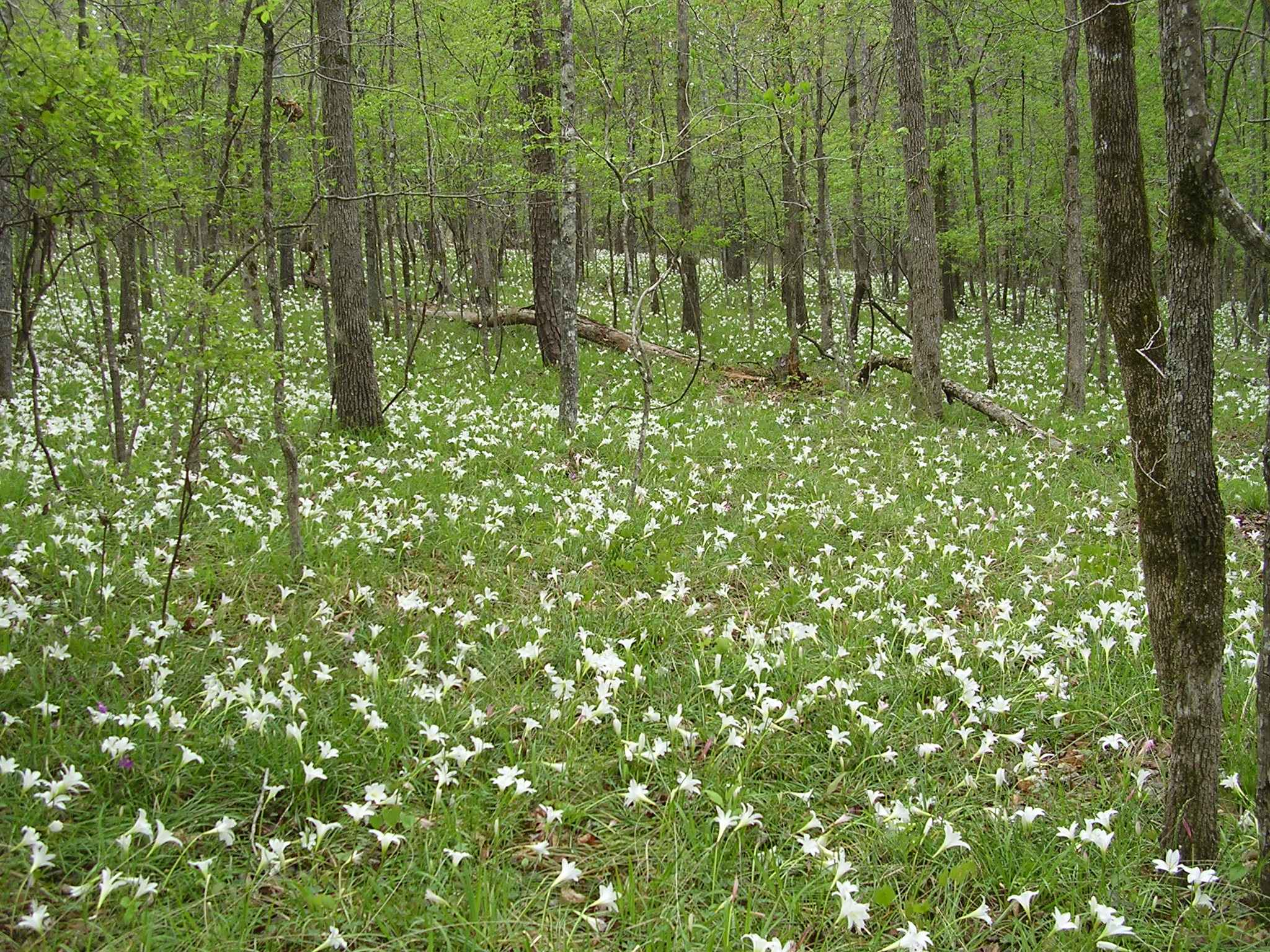
Blütenaspekt im Frühjahr von Zephyranthes atamasco im Habitat

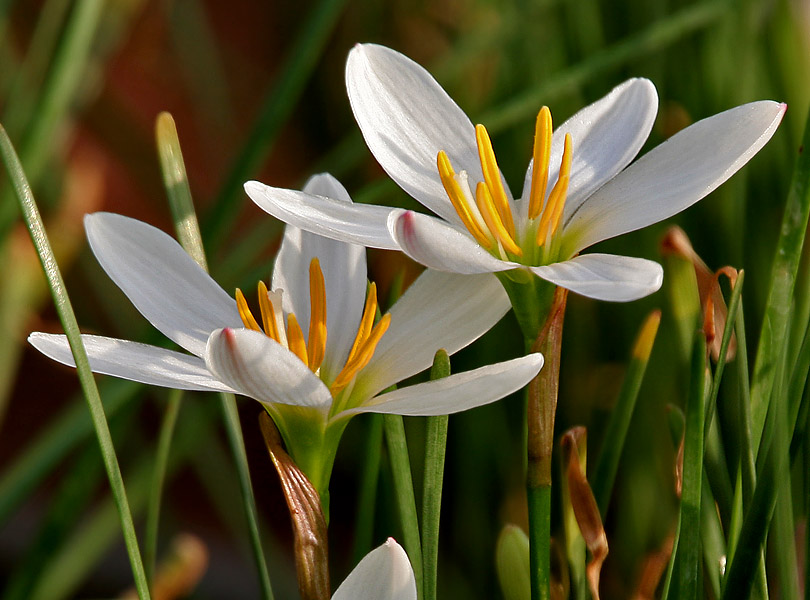
Dreizählige Blüten im Detail von der Seite der Reinweißen Zephirblume (Zephyranthes candida)

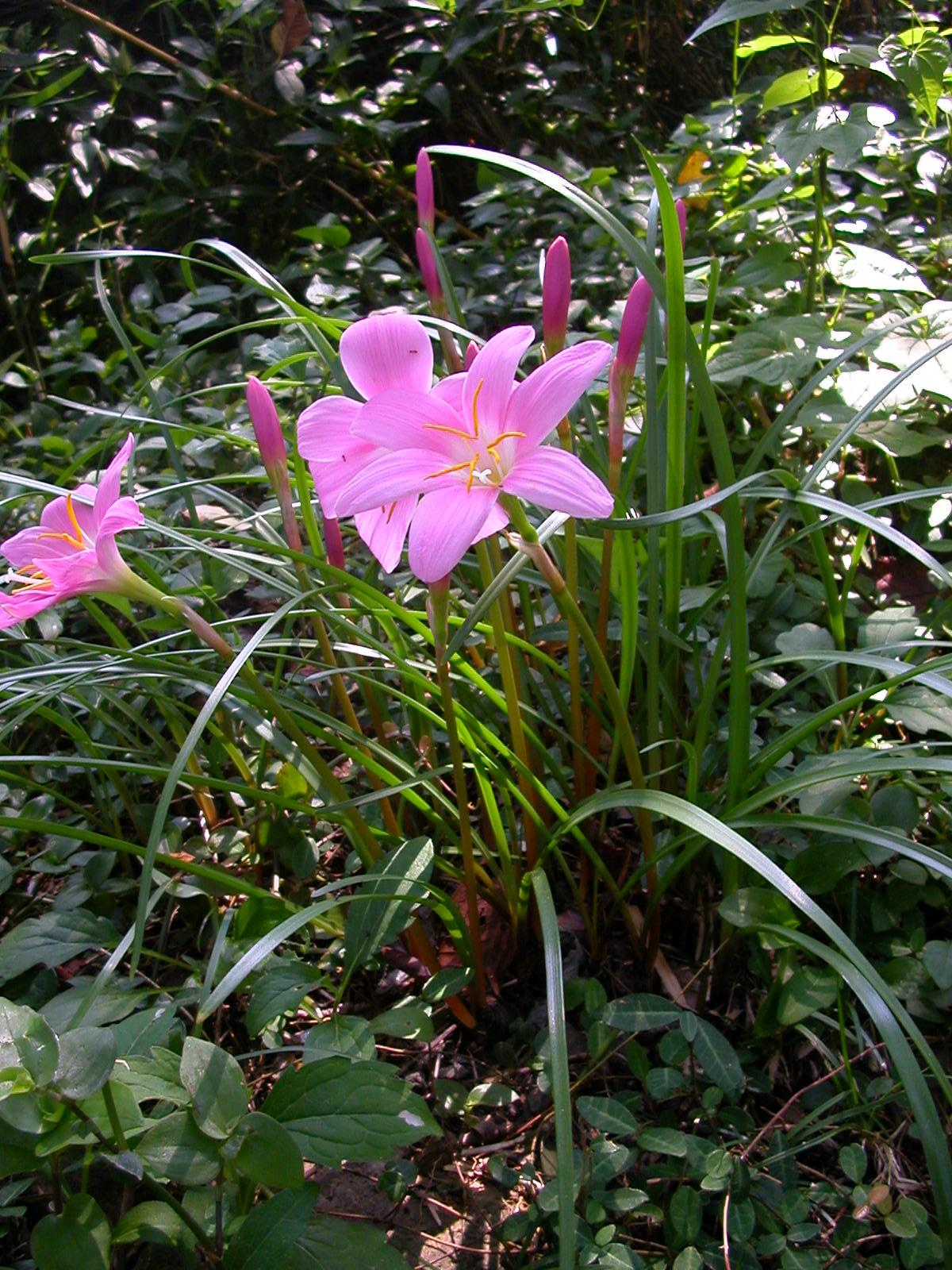
Zephyranthes carinata

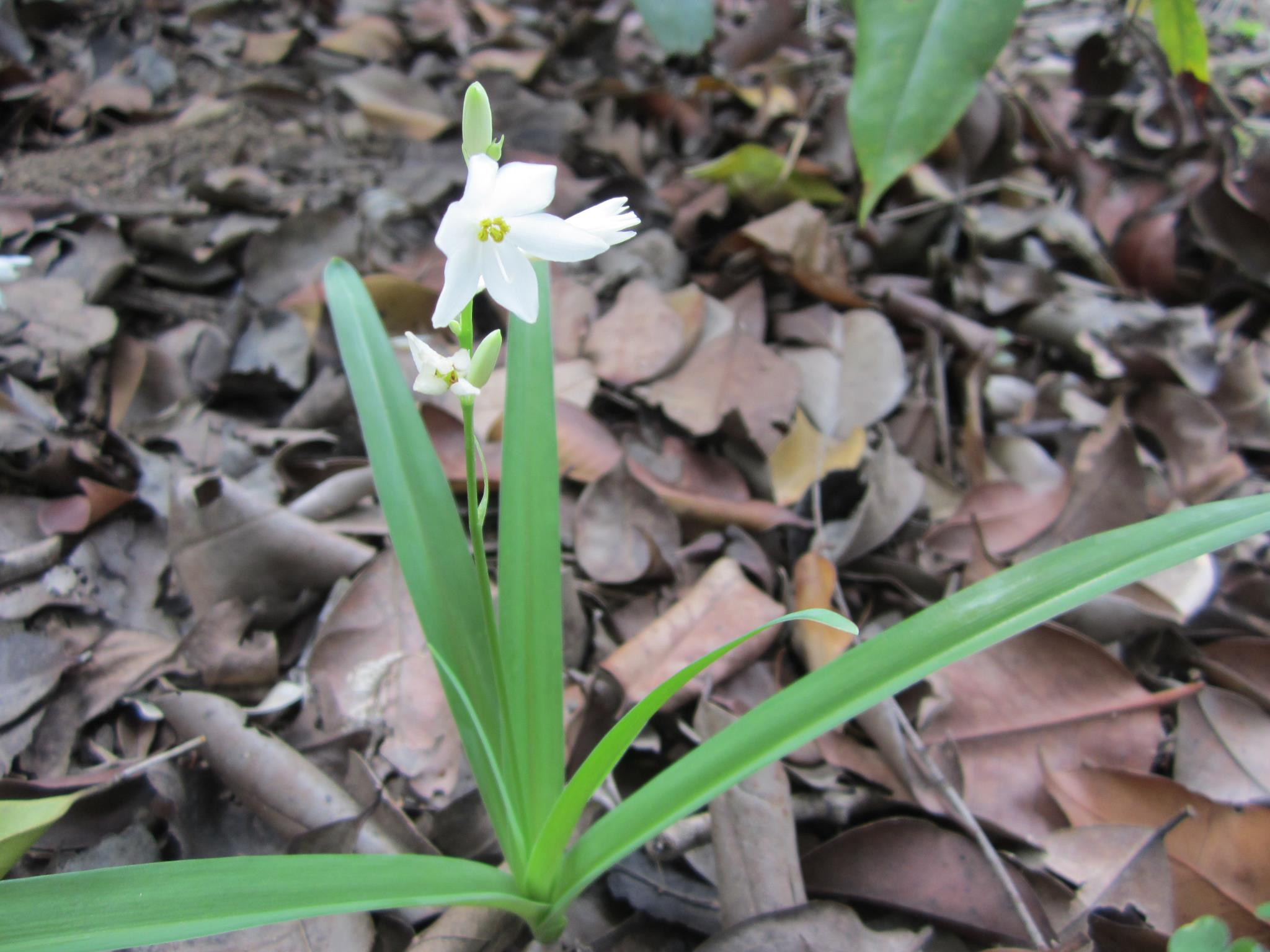
Zephyranthes chlorosolen

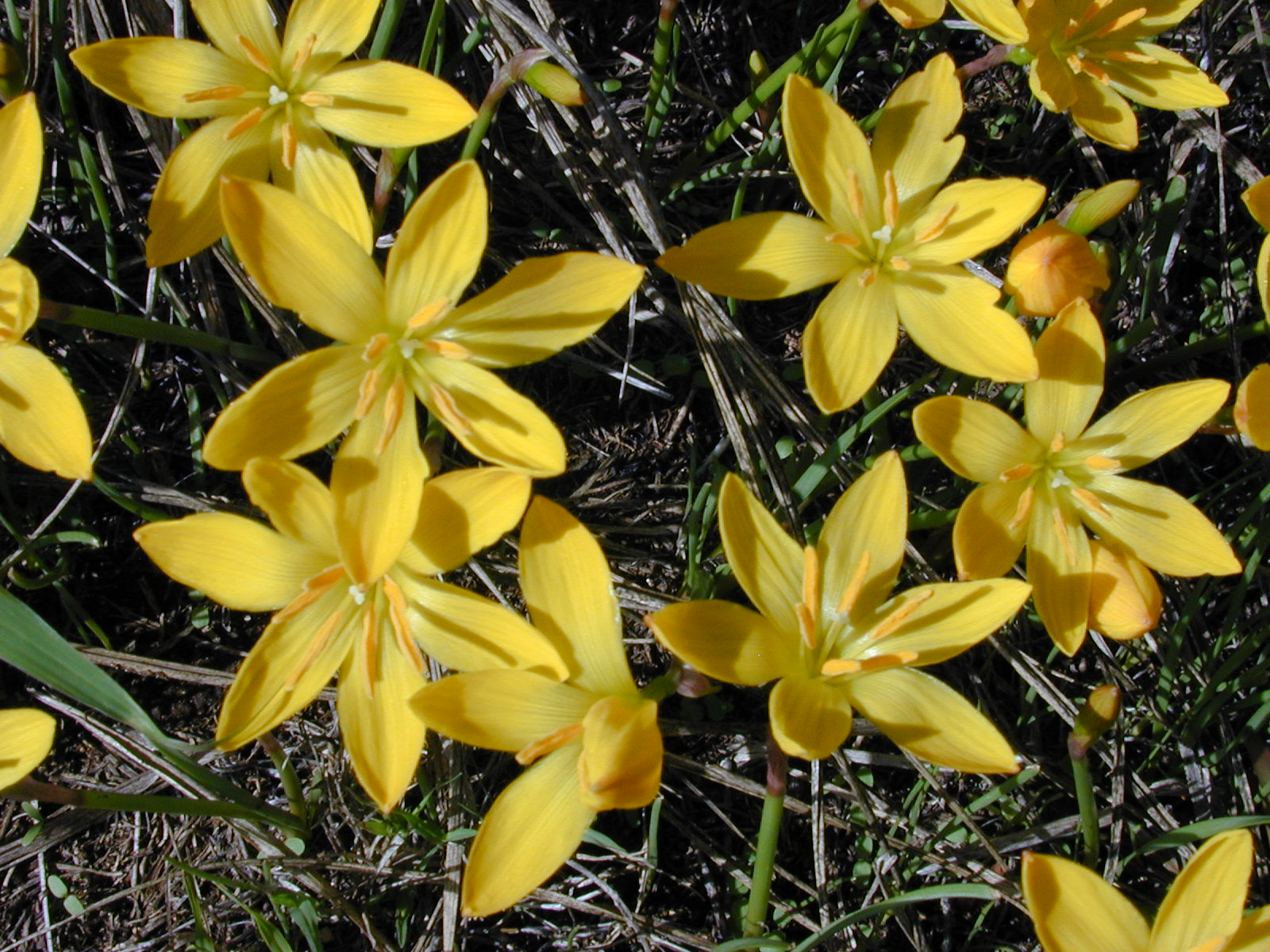
Zephyranthes citrina

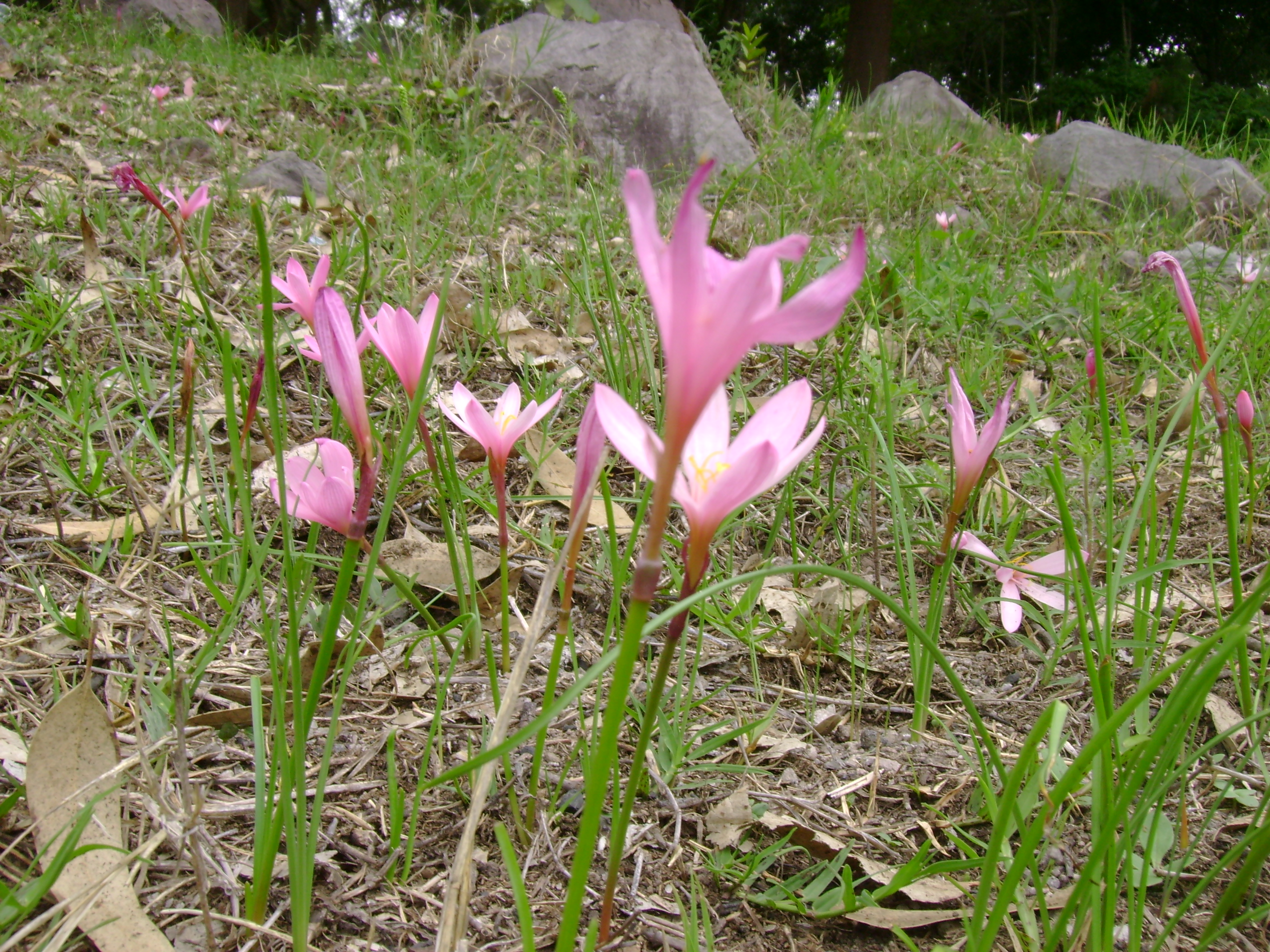
Zephyranthes lindleyana

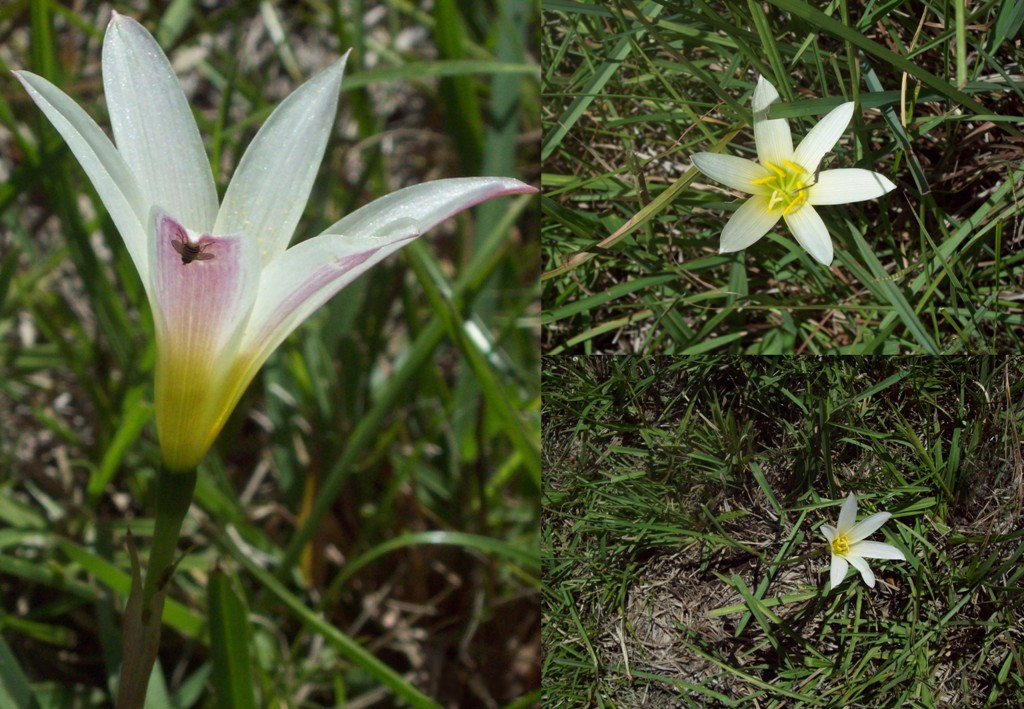
Zephyranthes mesochloa

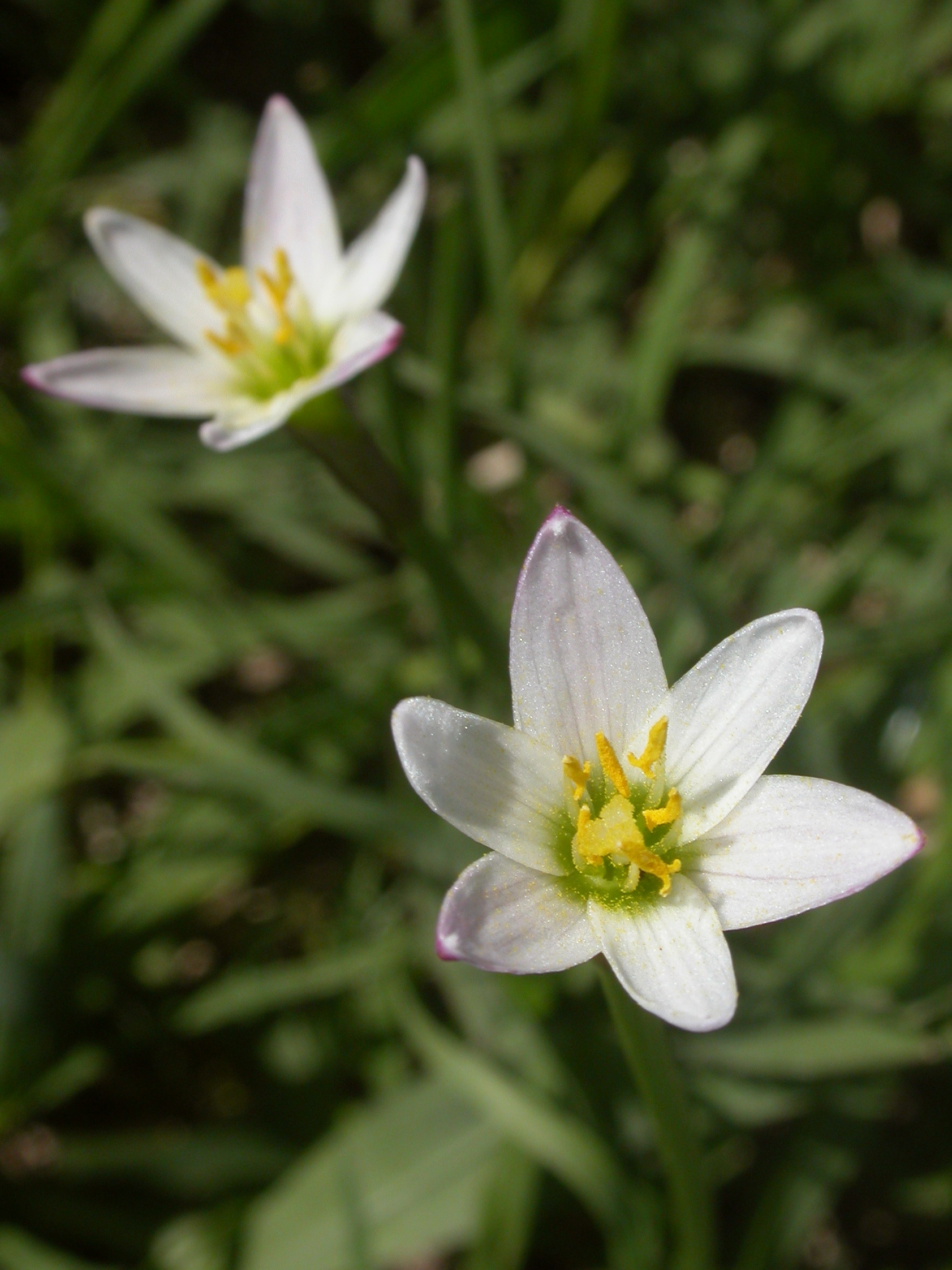
Zephyranthes minima

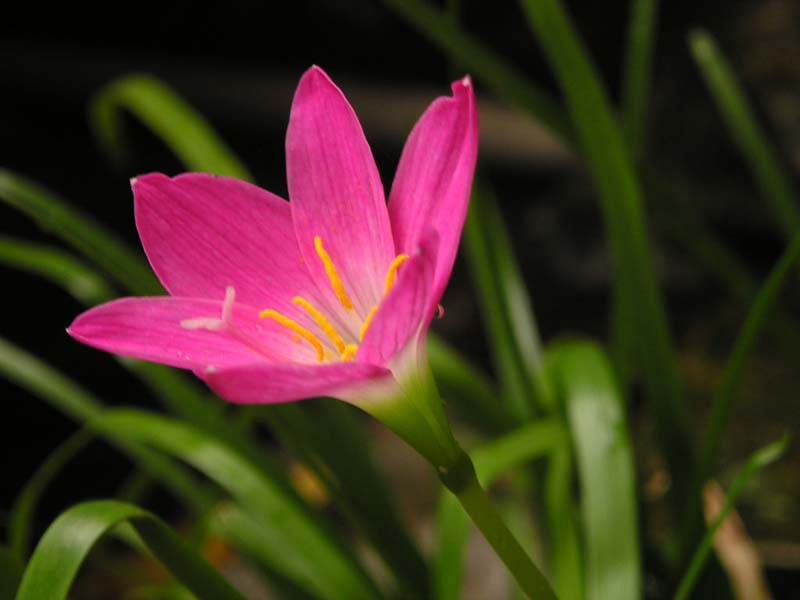
Rosafarbene Zephirblume (Zephyranthes rosea)

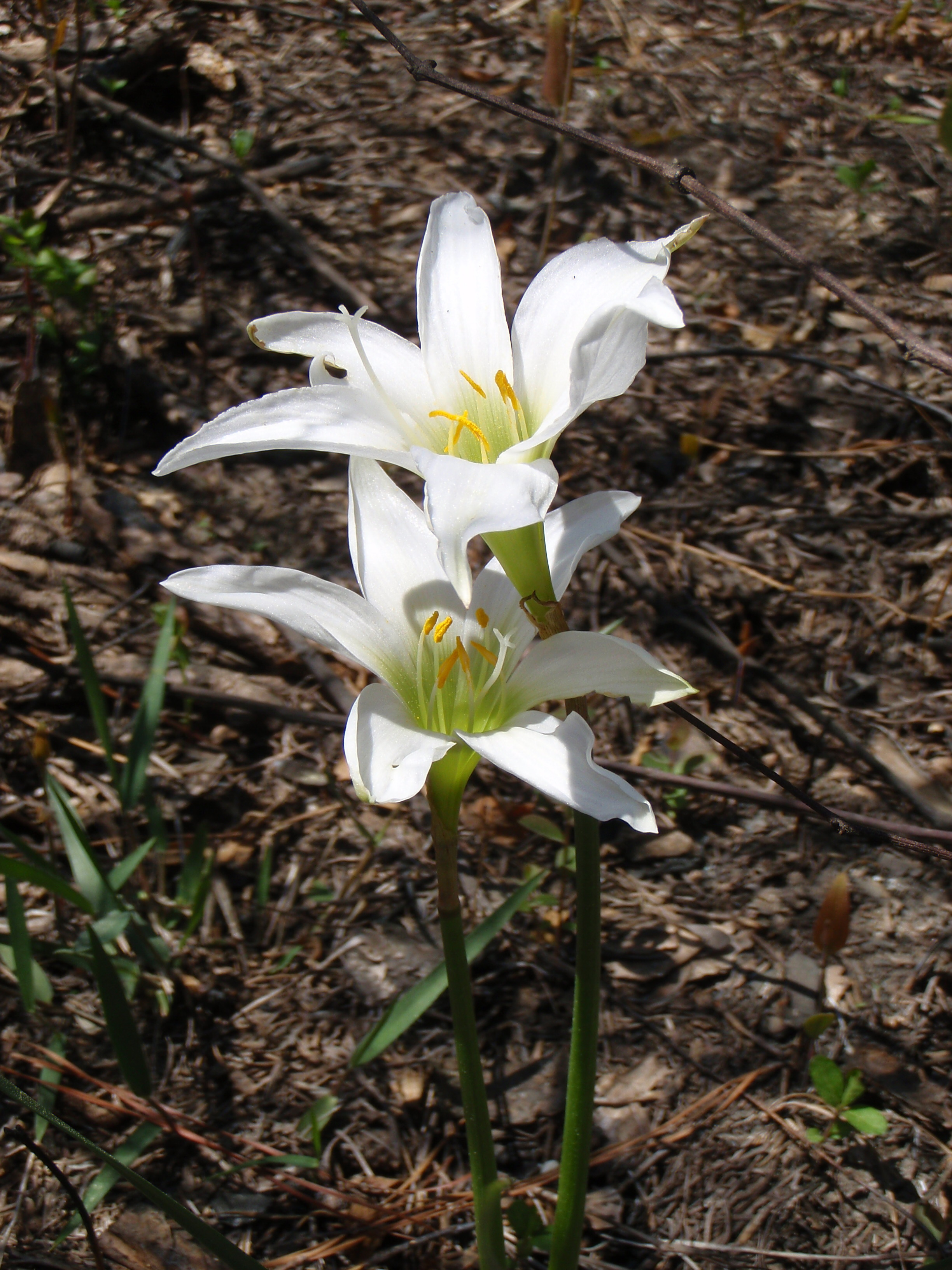
Zephyranthes treatiae

Es gibt etwa 40 bis 70 (je nachdem ob die Cooperia-Arten dazu gezählt werden oder nicht) Zephyranthes-Arten:
- Zephyranthes albiella Traub: Sie kommt von Kolumbien bis Ecuador vor.[3]
- Zephyranthes albolilacina Cárdenas: Sie kommt in Bolivien vor.[3]
- Zephyranthes americana (Hoffmanns.) Ravenna (Syn.: Zephyranthes pusilla (Herb.) D.Dietr.): Sie ist vom südlichen Brasilien über Uruguay bis ins nördliche Argentinien verbreitet.[3]
- Zephyranthes amoena Ravenna: Sie kommt nur im brasilianischen Bundesstaat Paraná vor.[3]
- Zephyranthes andina (R.E.Fr.) Traub (Syn.: Zephyranthes parvula Killip, Zephyranthes pseudocrocus (Solms) Traub, Zephyranthes challensis Ravenna, Zephyranthes cochabambensis (Cárdenas) Ravenna): Sie ist von Peru bis ins nordwestliche Argentinien verbreitet.[3]
- Zephyranthes atamasco (L.) Herb.: Sie gedeiht in Höhenlagen von 0 bis 700 Metern in den südöstlichen US-Bundesstaaten Alabama, Florida, Georgia, südöstliches Mississippi, North Carolina, South Carolina sowie östliches Virginia.[4]
- Zephyranthes bella T.M.Howard & S.Ogden: Sie kommt in den mexikanischen Bundesstaaten Zacatecas sowie San Luis Potosí vor.[3]
- Zephyranthes bifolia (Aubl.) M.Roem. (Syn.: Zephyranthes rosea var. bifolia (Aubl.) Herb.): Sie kommt nur auf Hispaniola vor.[3]
- Zephyranthes brevipes Standl.: Sie kommt nur im mexikanischen Bundesstaat Chiapas vor.[3]
- Zephyranthes breviscapa Ravenna: Sie kommt in Bolivien vor.[3]
- Zephyranthes briquetii J.F.Macbr.: Sie kommt nur in der peruanischen Region Moquegua vor.[3]
- Reinweiße Zephirblume[5] (Zephyranthes candida (Lindl.) Herb.): Sie ist natürlich von Uruguay bis Argentinien und Peru verbreitet. Sie ist beispielsweise in den USA ein Neophyt.[4] Sie wird als Zierpflanze verwendet.[6]
- Zephyranthes capivarina Ravenna: Sie kommt nur im brasilianischen Bundesstaat Paraná vor.[3]
- Zephyranthes cardinalis C.H.Wright: Sie kommt nur auf den Bahamas vor.[3]
- Zephyranthes carinata Herb.: Sie kommt ursprünglich von Mexiko bis Kolumbien vor.[3] Sie wird als Zierpflanze verwendet.[6]
- Zephyranthes cearensis (Herb.) Baker: Sie kommt in Brasilien vor.[3]
- Zephyranthes chlorosolen (Herb.) D.Dietr.: Sie ist von den US-Bundesstaaten südöstliches Kansas, Oklahoma, südliches Alabama, westliches  Arkansas, südliches Louisiana, südliches Mississippi sowie Texas bis zu den östlichen mexikanischen Bundesstaaten Coahuila, Nuevo León, San Luis Potosí, Tamaulipas sowie Veracruz weitverbreitet.[4]
- Zephyranthes chrysantha Greenm. & C.H.Thomps.: Sie kommt in Texas und in den mexikanischen Bundesstaaten Tamaulipas und Nuevo León vor.[3]
- Zephyranthes ciceroana M.M.Mejía & R.García: Dieser Endemit kommt nur in der Dominikanischen Republik vor.[3]
- Zephyranthes citrina Baker: Sie ist ursprünglich von Zentralamerika und Karibischen Inseln bis Südamerika verbreitet. Sie ist beispielsweise in den USA in den Bundesstaaten Alabama, Mississippi sowie Florida ein Neophyt.[4]
- Zephyranthes clintiae Traub: Sie kommt in den mexikanischen Bundesstaaten Querétaro und San luis Potosí vor.[3]
- Zephyranthes concolor (Lindl.) Benth. & Hook. f.: Sie kommt in Mexiko vor.[3]
- Zephyranthes crociflora T.M.Howard & S.Ogden: Sie kommt im mexikanischen Bundesstaat Coahuila vor.[3]
- Zephyranthes cubensis Urb.: Dieser Endemit kommt nur im westlichen Kuba vor.[3]
- Zephyranthes depauperata Herb.: Sie kommt in Chile vor.[3]
- Zephyranthes dichromantha T.M.Howard: Sie kommt im mexikanischen Bundesstaat San Luis Potosí vor.[3]
- Zephyranthes diluta Ravenna: Sie kommt in Argentinien vor.[3]
- Zephyranthes drummondii D.Don: Sie ist von den südlichen US-Bundesstaaten Texas, Louisiana sowie Florida bis ins nordöstliche Mexiko verbreitet.[4]
- Zephyranthes elegans Ravenna: Sie kommt in Bolivien vor.[3]
- Zephyranthes erubescens S.Watson: Sie kommt im nordöstlichen Mexiko vor.[3]
- Zephyranthes filifolia Herb. ex Kraenzl.: Sie kommt in Argentinien, Paraguay und Uruguay vor.[3]
- Zephyranthes flavissima Ravenna: Sie kommt im südlichen Brasilien und im nordöstlichen Argentinien vor.[3]
- Zephyranthes fluvialis Ravenna: Sie kommt in der argentinischen Provinz Entre Ríos vor.[3]
- Zephyranthes fosteri Traub: Sie kommt in Mexiko vor.[3]
- Zephyranthes fragrans Ravenna: Sie kommt in Bolivien vor.[3]
- Zephyranthes gracilis Herb.: Sie kommt in Peru vor.[3]
- Zephyranthes gratissima Ravenna: Sie kommt im brasilianischen Bundesstaat Paraná vor.[3]
- Zephyranthes guatemalensis L.B.Spencer: Sie kommt in Guatemala vor.[3]
- Zephyranthes hondurensis Ravenna: Sie kommt in Guatemala und in Honduras vor.[3]
- Zephyranthes howardii Traub: Sie kommt in den mexikanischen Bundesstaaten San Luis Potosí und Nuevo León vor.[3]
- Zephyranthes insularum H.H.Hume ex Moldenke: Sie kommt wohl ursprünglich nur auf Kuba vor und ist in Florida sowie Mexiko ein Neophyt.[4]
- Zephyranthes jonesii (Cory) Traub: Sie gedeiht in Höhenlagen von 0 bis 30 Metern nur in Texas.[4]
- Zephyranthes katheriniae L.B.Spencer: Sie kommt im mexikanischen Bundesstaat Hidalgo vor.[3]
- Zephyranthes lagesiana Ravenna: Sie kommt im brasilianischen Bundesstaat Santa Catarina vor.[3]
- Zephyranthes latissimifolia L.B.Spencer: Sie kommt im mexikanischen Bundesstaat Jalisco vor.[3]
- Zephyranthes leucantha T.M.Howard: Sie kommt im mexikanischen Bundesstaat Hidalgo vor.[3]
- Zephyranthes lindleyana Herb.: Sie kommt von Mexiko bis Nicaragua vor.[3]
- Zephyranthes longistyla Pax: Sie kommt im nördlichen und zentralen Argentinien vor.[3]
- Zephyranthes longituba Flory ex Flagg & G.Lom.Sm.: Sie kommt in den mexikanischen Bundesstaaten San Luis Potosí und Coahuila vor. Sie wurde 2010 erstbeschrieben.[3]
- Zephyranthes macrosiphon Baker: Sie ist in Mexiko verbreitet.[3]
- Zephyranthes mesochloa Herb. ex Lindl.: Sie ist in Brasilien, Argentinien, Paraguay und Uruguay verbreitet.[3]
- Zephyranthes microstigma Ravenna: Sie kommt im brasilianischen Bundesstaat Rio Grande do Sul vor.[3]
- Zephyranthes minima Herb.: Sie kommt Von den zwei Unterarten ist eine ein Endemit im argentinischen Entre Ríos und die andere ist in Brasilien, Uruguay und im nordöstlichen Argentinien verbreitet.[3]
- Großblütige Zephirblume (Zephyranthes minuta (Kunth) D.Dietr., Syn.: Amaryllis minuta Kunth, Zephyranthes grandiflora Lindl. nom. illeg., Amaryllis minima Ker Gawl., Zephyranthes striata Herb., Zephyranthes verecunda Herb., Amaryllis pallida Willd. ex Schult. & Schult. f. nom. illeg., Amaryllis striatula Schult. & Schult. f., Amaryllis verecunda (Herb.) Schult. & Schult. f. nom. illeg., Zephyranthes grahamiana Herb., Zephyranthes sessilis var. ackermannia Herb., Zephyranthes sessilis var. striata (Herb.) Herb., Zephyranthes sessilis var. verecunda (Herb.) Herb., Zephyranthes nervosa D.Dietr. nom. illeg., Zephyranthes lilacina Liebm., Zephyranthes ackermannia (Herb.) M.Roem., Zephyranthes pallida M.Roem.): Sie ist von Mexiko bis Guatemala verbreitet.[3]
- Zephyranthes miradorensis (Kraenzl.) Espejo & López-Ferr.: Sie kommt im mexikanischen Bundesstaat Veracruz vor.[3]
- Zephyranthes moctezumae T.M.Howard: Sie kommt im mexikanischen Bundesstaat San Luis Potosí vor.[3]
- Zephyranthes modesta Ravenna: Sie kommt in der argentinischen Provinz Jujuy vor.[3]
- Zephyranthes morrisclintii Traub & T.M.Howard: Sie kommt im mexikanischen Bundesstaat Nuevo León vor.[3]
- Zephyranthes nelsonii Greenm.: Sie kommt in den mexikanischen Bundesstaaten Veracruz, Oaxaca und Chiapas vor.[3]
- Zephyranthes nervosa Herb.: Sie kommt im südöstlichen Mexiko vor.[3]
- Zephyranthes nymphaea T.M.Howard & S.Ogden: Sie kommt in den mexikanischen Bundesstaaten Tamaulipas und San Luis Potosí vor.[3]
- Zephyranthes orellanae Carnevali, Duno & J.L.Tapia: Sie 2010 aus dem mexikanischen Bundesstaat Yucatán erstbeschrieben.[3]
- Zephyranthes paranaensis Ravenna: Sie kommt im südlichen Brasilien vor.[3]
- Zephyranthes plumieri H.H.Hume ex Moldenke: Dieser Endemit kommt nur in der Dominikanischen Republik vor.[3]
- Zephyranthes primulina T.M.Howard & S.Ogden: Sie kommt im mexikanischen Bundesstaat San Luis Potosí vor.[3]
- Zephyranthes proctorii Acev.-Rodr. & M.T.Strong: Sie 2005 aus Puerto Rico erstbeschrieben.[3]
- Zephyranthes pseudocolchicum Kraenzl.: Sie kommt in Peru und Bolivien vor.[3]
- Zephyranthes puertoricensis Traub: Sie kommt von Panama bis ins nördliche Südamerika und auf Karibischen Inseln vor.[3]
- Zephyranthes pulchella J.G.Sm.: Sie kommt von Texas bis ins nordöstliche Mexiko vor.[3]
- Zephyranthes purpurella Ravenna: Sie kommt im brasilianischen Bundesstaat Tocantins vor.[3]
- Zephyranthes refugiensis F.B.Jones: Dieser Endemit kommt nur im südöstlichen Texas vor.[3]
- Zephyranthes reginae T.M.Howard & S.Ogden: Sie kommt im mexikanischen Bundesstaat San Luis Potosí vor.[3]
- Zephyranthes rosalensis Ravenna: Sie kommt in Bolivien vor.[3]
- Rosafarbene Zephirblume[5] (Zephyranthes rosea Lindl., Syn.: Zephyranthes carnea (Schult. & Schult.f.) D.Dietr.): Sie kommt ursprünglich von Kolumbien bis Peru vor und ist in zahlreichen Ländern ein Neophyt.[3]
- Zephyranthes sessilis Herb.: Sie ist in Mexiko verbreitet.[3]
- Zephyranthes simpsonii Chapm.: Sie kommt in den südöstlichen Vereinigten Staaten vor.[3]
- Zephyranthes smallii (Alexander) Traub: Dieser Endemit kommt nur im südlichen Texas vor.[3]
- Zephyranthes stellaris Ravenna: Sie ist in Brasilien, Paraguay und im nordöstlichen Argentinien verbreitet.[3]
- Zephyranthes subflava L.B.Spencer: Sie kommt im mexikanischen Bundesstaat San Luis Potosí vor.[3]
- Zephyranthes susatana Fern.Alonso & Groenend.: Sie kommt in Kolumbien nur in der Provinz Cundinamarca vor.[3]
- Zephyranthes traubii (W.Hayw.) Moldenke: Sie ist von Texas bis ins nordöstliche Mexiko verbreitet.[4]
- Zephyranthes treatiae S.Watson: Sie kommt im südlichen Georgia und in Florida vor.[3]
- Zephyranthes tucumanensis Hunz.: Sie kommt in der argentinischen Provinz Tucumán vor.[3]
- Zephyranthes uruguaianica Ravenna: Sie kommt im brasilianischen Bundesstaat Rio Grande do Sul vor.[3]
- Zephyranthes versicolor (Herb.) G.Nicholson (Syn.: Zephyranthes pluricolor Herter): Sie kommt in Uruguay vor.[3]
- Zephyranthes wrightii Baker: Sie kommt in Kuba vor.[3]
- Zephyranthes yaviensis Ravenna: Sie kommt im nordwestlichen Argentinien vor.[3]

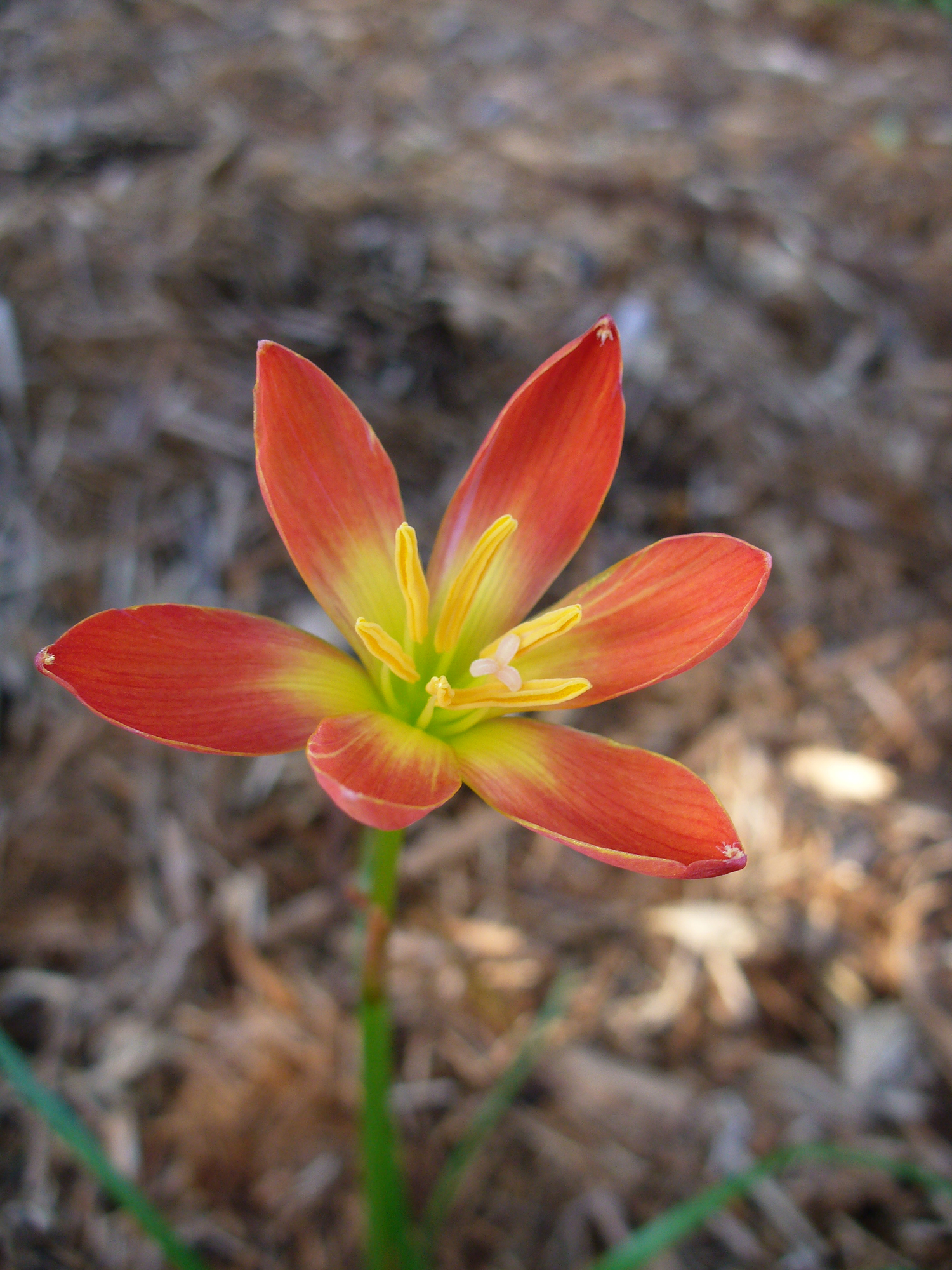
Blüte der Zephyranthes-Sorte ‘Krakatau’

Nicht mehr zur Gattung Zephyranthes gehören Arten, die durch Flagg et al. 2010 in die Gattung Habranthus gestellt wurden:
- Zephyranthes arenicola Brandegee → Habranthus arenicola (Brandegee) Flagg, G.Lom.Sm. & Meerow[7]
- Zephyranthes chichimeca T.M.Howard & S.Ogden → Habranthus chichimeca (T.M.Howard & S.Ogden) Flagg, G.Lom.Sm. & Meerow[7]
- Zephyranthes conzattii Greenm. → Habranthus conzattii (Greenm.) Flagg, G.Lom.Sm. & Meerow[7]
- Zephyranthes longifolia Hemsl. → Habranthus longifolius (Hemsl.) Flagg, G.Lom.Sm. & Meerow[7]

## Nutzung
Eine größere Zahl von Sorten von wenigen Arten (besonders Zephyranthes minuta) werden als Zierpflanzen in Parks und Gärten frostfreier Gebiete verwendet.

## Weiterführende Literatur
- Nicolás García, Alan W. Meerow, Douglas E. Soltis, Pamela S. Soltis: Testing Deep Reticulate Evolution in Amaryllidaceae Tribe Hippeastreae (Asparagales) with ITS and Chloroplast Sequence Data. In: Systematic Botany, Volume 39, Issue 1, 2014, S. 75–89. doi:10.1600/036364414X678099

- Karte mit allen verlinkten Seiten:
- OSM |
- WikiMap